# Битва при Свиндаксе
Битва при Свиндаксе — сражение, произошедшее весной 1022 года между византийской армией императора Василия II и грузинской армией царя Георгия I.
Обе армии сошлись у городка Свиндакси в провинции Басиани. В результате сражения византийцы одержали решительную победу. Впоследствии, Георгий I был вынужден заключить мир и передать Византийской империи пограничные районы в Малой Азии и на Южном Кавказе.